# Vánoční povstání
Vánoční povstání (černohorsky: Божићна побуна / Božićna pobuna nebo Божићни Устанак / Božićni Ustanak) byl povstalecký konflikt mezi Černohorci sdruženými v partyzánské skupině Zelenaši (Zelení) proti okupaci Černohorského království srbskými ozbrojenými silami a následné anexi země Srbským královstvím. Povstání proběhlo v Černé Hoře 7. ledna 1919, v den pravoslavných Vánoc, krátce po konci první světové války.

## Důvody
Příčinou vypuknutí Vánočního povstání byl nesouhlas mnoha Černohorců s usnesením Podgorické skupštiny, která rozhodla sloučit Černohorské království se Srbským královstvím. Členové unie ve prospěch sloučení se Srbskem měli během povstání výraznou přesilu.
Název Vánoční povstání byl odvozen od data svého vypuknutí – pravoslavných Vánoc, které připadly na den 7. ledna 1919. Unionisté s podporou srbské armády porazili Zelenaše blízko černohorské královské metropole Cetinje. Povstalci utrpěli značné ztráty, z jejich celkového počtu asi 4 000 mužů bylo zabito nebo zraněno 3 000 mužů. Unionisté měli se svými asi 10 000 vojáky značnou početní převahu; jejich ztráty nejsou známy.
Během konfliktu bylo zabito i několik černohorských rodin a zničeno několik domů. Poté bylo několik separatistů uvrženo do vězení. Další zastánci povstání uprchli do Itálie nebo do hor, kde se dále účastnili partyzánské války pod záštitou černohorské exilové vlády.
Vůdcem povstání byl generál Krsto Zrnov Popović spolu s politickým vůdcem Jovanem S. Plamenaćem. Po vyvrcholení povstání byl z černohorského trůnu definitivně sesazen král Nikola I. Petrović-Njegoš, který musel s královskou rodinou odejít do exilu. Jovan Plamenać byl nucen vyhlásit mír, několik skupin povstalců (především skupina Sava Raspopoviće) ale pokračovalo v odbojových akcích až do roku 1929.

## Role Itálie
Ačkoliv bylo povstání vyvoláno především místními černohorskými vůdci, Srbové věřili, že při jeho organizaci hrálo velkou roli také Italské království. Vědělo se o setkáních mnoha Italů s Černohorci, kteří nesouhlasili se srbskou anexí.
Italské království bylo zásadně proti vytvoření nového jihoslovanského státu (Království Srbů, Chorvatů a Slovinců), který si na Itálii nárokoval mnoho pobřežních oblastí, např. Dalmácii. Italská podpora Černé Hoře byla viděna především jako snaha zabránit uskutečnění vzniku nového multinárodního státu na Balkáně.

## Výročí
7. ledna 2008 při příležitosti 90. výročí povstání odhalila vláda Černé Hory památník obětem, padlým během Vánočního povstání, protože uznala, že mělo velký význam pro události v nastávajících dějinách Černé Hory.